# Дюбуа, Станислав
Станислав Юзеф Дюбуа (пол. Stanisław Józef Dubois, 9 января 1901, Варшава — 21 августа 1942, концлагерь Освенцим, Верхняя Силезия) — польский журналист и политический деятель Второй Польской Республики, член левого крыла Польской социалистической партии, а также Молодёжной организации Рабочего университетского общества (Organizacja Młodzieży Towarzystwa Uniwersytetu Robotniczego).

## Биография
Будучи учеником гимназии Войцеха Гурского в Варшаве, он Он пришёл к левым взглядям под влиянием своего учителя польской литературы Норберта Барлицкого, начал заниматься борьбой за независимость и социалистическим активизмом. В 1918 году Дюбуа вступил в Союз независимой социалистической молодёжи (ZPMS) под патронажем Польской социалистической партии — революционной фракции. В конце Первой мировой войны он вступил в Польскую социалистическую партию (ППС) и участвовал в разоружении немецких солдат в Варшаве. По его собственным словам, он также был членом Польской военной организации (POW) и Народной милиции ППС.  
После обретения Польшей независимости он участвовал в организации выборов в Совет рабочих депутатов в Варшаве, был избран председателем Центрального комитета ZPMS и стал одним из основателей Рабочего университета имени Франциска Моравского. Он добровольно принимал участие в Силезских восстаниях и польско-советской войне, во время битвы за Варшаву был ранен в ногу. За свои подвиги во время польско-советской войны и восстаний в Силезии в 1921 году он был награжден Крестом Храбрых и Силезским крестом на ленте Храбрости и Заслуг I степени. В 1921 году он снова отправился в Силезию, чтобы принять участие в Третьем Силезском восстании и сражаться в диверсионном отряде «Вавельберг».  
Дюбуа был основателем и председателем скаутской организации «Красные харцеры» (пол. Czerwone Harcerstwo Towarzystwa Uniwersytetu Robotniczego). С 1928 по 1933 год он был членом Сейма (нижней палаты парламента), а с 1938 года — членом городского совета Варшавы. Он также работал секретарём редакции ежедневной газеты Robotnik (дословно «Рабочий»).
Как противник санации, он был обвинён в 1930 году в коммунистической агитации во Львове и приговорён к 3 годам лишения свободы на Брестском процессе. Его содержали в Брестской крепости, и, находясь в заключении, он баллотировался на парламентских выборах Польши в 1930 году. В следующем месяце его освободили.
Его прадед, Шарль Огюст Дюбуа, был французским офицером Великой армии Наполеона.

## Вторая мировая война
Дюбуа участвовал в польском движении Сопротивления во Второй мировой войне. В 1940 году он был арестован в Варшаве, содержался в тюрьме Павяк, а затем доставлен в Освенцим-Биркенау, где он вступил в сговор с Витольдом Пилецким с целью сбора разведывательной информации внутри лагеря. Он был казнён в лагере в 1942 году группой под командованием Максимилиана Грабнера и Герхарда Палича. Его символическая могила находится на Повонзковском кладбище в Варшаве (участок 85-5-11).

## Избранные труды
- Stanisław Dubois, Dzień Młodzieży Robotniczej 1927
- Stanisław Dubois, Obrazki z niezbyt odległych okolic 1928
- Stanisław Dubois, Przemówienie w związku z pacyfikacją w Małopolsce wschodniej 1931
- Stanisław Dubois, W czerwonym Borysławiu 1931
- Stanisław Dubois, Przemówienie przeciwko cenzurze sanacyjnej 1932
- Stanisław Dubois, Przemówienie w dyskusji nad ustawą o szkołach akademickich 1933
- Stanisław Dubois, Pogrzeb krakowski. Ulica łzami zmyta... 1936
- Stanisław Dubois, Nie bardzo podłe miasto Mińsk Mazowiecki jak po oblężeniu 1936
- Stanisław Dubois, 300 milionów i 200 rodzin. Tylko 300 milionów. 1937
- Stanisław Dubois, Pod ciężkim jarzmem. Mniejszość polska w Niemczech 1938